# Holyhead
Holyhead er en historiske havneby og den største by i countiet Isle of Anglesey, Wales. Holyhead ligger på Holy Island, omgivet af det Irske Hav mod nord og adskilt fra øen Anglesey af det smalle Cymyran Strait, og den var oprindeligt forbundet til Anglesey via Four Mile Bridge.
I midten af 1800-tallet grundlagde Lord Stanley, en lokal filantrop en større vejdæmning, kendt som "the Cobb". På denne ligger A5 og jernbanen til byen. A55 dual carriageway løber parrallelt med The Cobb på en moderne vejdæmning.
Byen huser Holyhead havn, der er en stor havn for det Irske Havn med orbindelse til Irland. I 2021 var indbyggertallet 12.084, hvilket var en stigning fra folketællingen i 2011.
I byen ligger søfartsmuseet Holyhead Maritime Museum, kunstcentret Ucheldre Centre og Holyhead Library, der er indrettet i Holyhead Market Hall.